# Arnobia vietensis
Arnobia vietensis är en insektsart som beskrevs av Andrej Vasiljevitj Gorochov 1998. Arnobia vietensis ingår i släktet Arnobia och familjen vårtbitare. Inga underarter finns listade i Catalogue of Life.